# Convocazioni all'European Silver League femminile 2023
Elenco delle giocatrici convocate per l'European Silver League 2023.

## Austria
| N° | Nome              | Ruolo | Data di nascita   | Squadra               |
| -- | ----------------- | ----- | ----------------- | --------------------- |
| -  | Roland Schwab     | All   | 13 dicembre 1983  | -                     |
| 1  | Nicole Holzinger  | P     | 23 agosto 2005    | Klagenfurt            |
| 3  | Tamina Huber      | L     | 5 marzo 1994      | Ciutadella            |
| 5  | Anna Maria Bajde  | P     | 8 dicembre 1994   | Volero Le Cannet      |
| 6  | Marie Bruckner    | S     | 15 agosto 2004    | Graz                  |
| 7  | Aida Mehić        | C     | 27 marzo 2001     | HAOK Mladost          |
| 8  | Emma Hohenauer    | S     | 22 settembre 2005 | ASKÖ Linz-Steg        |
| 9  | Bojana Ubiparip   | C     | 24 luglio 2002    | ASKÖ Linz-Steg        |
| 10 | Julia Trunner     | O     | 5 agosto 2005     | NÖ Sokol/Post         |
| 11 | Monika Chrtianska | S     | 18 novembre 1996  | Charleroi             |
| 12 | Victoria Deisl    | P     | 13 novembre 1999  | Dukla Liberec         |
| 13 | Lina Hinteregger  | S     | 18 dicembre 2004  | Kanti                 |
| 14 | Kora Schaberl     | S     | 3 ottobre 1998    | Haro                  |
| 15 | Anna Oberhauser   | L     | 19 agosto 1998    | Graz                  |
| 16 | Anamarija Galić   | O     | 7 gennaio 2001    | Wealth Planet Perugia |
| 18 | Nina Nesimović    | C     | 8 novembre 1996   | Bahçelievler          |
| 24 | Lorena Brandhofer | C     | 12 settembre 2004 | ASKÖ Purgstall        |
| 25 | Larisa Mićić      | C     | 17 gennaio 2005   | NÖ Sokol/Post         |

## Estonia
| N° | Nome                | Ruolo | Data di nascita  | Squadra              |
| -- | ------------------- | ----- | ---------------- | -------------------- |
| -  | Alessandro Orefice  | All   | 31 agosto 1984   | Saint-Cloud Paris SF |
| 1  | Nette Peit          | S     | 27 marzo 1992    | Quimper              |
| 2  | Nora Lember         | S     | 31 ottobre 2005  | TLÜ                  |
| 4  | Kristiine Miilen    | S     | 4 dicembre 1996  | Hermaea              |
| 5  | Liis Kullerkann     | C     | 2 maggio 1991    | Esperia              |
| 7  | Eliise Hollas       | C     | 29 dicembre 1993 | Assitec              |
| 8  | Salme Hollas        | O     | 9 giugno 2004    | Võru                 |
| 10 | Melissa Varlõgina   | P     | 19 aprile 1999   | TalTech              |
| 11 | Kertu Laak          | O     | 21 febbraio 1998 | BKS                  |
| 12 | Janelle Leenurm     | L     | 24 ottobre 2005  | Viljandi Metall      |
| 13 | Silvia Pertens      | S     | 2 giugno 1998    | Gorica               |
| 14 | Merilin Paalo       | L     | 6 gennaio 1992   | TalTech              |
| 16 | Karolina Kibbermann | P     | 14 febbraio 2002 | Marcq-en-Barœul      |
| 19 | Kadi Kullerkann     | O     | 19 agosto 1992   | Esperia              |
| 20 | Kätriin Põld        | C     | 3 luglio 2002    | TalTech              |
| 21 | Kadri Kangro        | L     | 23 agosto 2004   | Võru                 |
| 22 | Liisbet Pill        | C     | 12 febbraio 2003 | TTÜ                  |

## Fær Øer
| N° | Nome                     | Ruolo | Data di nascita  | Squadra |
| -- | ------------------------ | ----- | ---------------- | ------- |
| -  | Cristian Imhoff          | All   | 14 gennaio 1986  | Mjølnir |
| 1  | Johanna Christiansdóttir | S     | 19 agosto 2003   | -       |
| 2  | Sofía Simonsen           | O     | 26 ottobre 2005  | -       |
| 3  | Torfrid Tavsen           | L     | 16 luglio 1984   | -       |
| 4  | Tóta Búadóttir           | P     | 10 giugno 2005   | -       |
| 5  | Annika Niclasen          | C     | 4 febbraio 1986  | -       |
| 6  | Henrikka Jacobsen        | S     | 20 gennaio 2002  | -       |
| 7  | Guðrun Joensen           | P     | 21 gennaio 1992  | -       |
| 8  | Anna Arnholdsdóttir      | C     | 26 giugno 2003   | -       |
| 9  | Sirið Samson             | C     | 15 giugno 1997   | -       |
| 10 | Amanda Niclassen         | S     | 10 novembre 1999 | -       |
| 11 | Jakobina Joensen         | L     | 8 giugno 2002    | -       |
| 12 | Sofia Purkhús            | S     | 16 ottobre 1992  | Ternan  |
| 13 | Óluva Mohr               | O     | 19 agosto 1989   | -       |
| 14 | Janna Falkvard           | P     | 23 febbraio 2002 | -       |
| 16 | Birgit Guttesen          | S     | 27 maggio 1990   | Ternan  |

## Georgia
| N° | Nome                   | Ruolo | Data di nascita  | Squadra            |
| -- | ---------------------- | ----- | ---------------- | ------------------ |
| -  | Izolda Körfez          | All   | 14 gennaio 1971  | -                  |
| 1  | Mariam Gaprindashvili  | C     | 26 aprile 1998   | Murov              |
| 3  | Ana Tevdoradze         | O     | 2 settembre 2001 | Miami Dade College |
| 4  | Tinatin Zhgenti        | S     | 25 giugno 2002   | -                  |
| 5  | Melania Katsitadze     | L     | 18 gennaio 2007  | -                  |
| 6  | Elene Tchumburidze     | P     | 22 maggio 2005   | Élite              |
| 7  | Gvantsa Ulumbelashvili | S     | 12 novembre 1999 | Kaunas             |
| 8  | Mariam Beriashvili     | C     | 31 dicembre 2001 | BAS Białystok      |
| 9  | Magda Kobaidze         | S     | 14 agosto 2008   | -                  |
| 10 | Mariam Mushkudiani     | O     | 29 agosto 2007   | -                  |
| 12 | Tekla Epremidze        | L     | 31 dicembre 2006 | -                  |
| 14 | Gvantsa Markarashvili  | P     | 14 gennaio 1998  | -                  |
| 17 | Tinatin Tchautchidze   | C     | 6 dicembre 1991  | -                  |
| 18 | Lizzy Lobzhanidze      | C     | 18 maggio 2000   | -                  |

## Lettonia
| N° | Nome                 | Ruolo | Data di nascita  | Squadra               |
| -- | -------------------- | ----- | ---------------- | --------------------- |
| -  | Daniele Capriotti    | All   | 26 giugno 1972   | Rīgas Volejbola skola |
| 1  | Elīna Zvaigzne       | L     | 16 luglio 2000   | Rīgas Volejbola skola |
| 3  | Anželika Ivanova     | C     | 19 gennaio 2003  | Rīgas Volejbola skola |
| 4  | Marta Levinska       | O     | 6 settembre 2001 | Arizona State         |
| 5  | Megija Dambrehte     | O     | 22 novembre 2002 | Rīgas Volejbola skola |
| 7  | Megija Grundmane     | L     | 26 maggio 2004   | RSU                   |
| 8  | Elvita Dolotova      | P     | 27 aprile 1997   | MÁV Előre             |
| 10 | Kristīne Kramēna     | S     | 14 ottobre 2002  | Rīgas Volejbola skola |
| 11 | Paula Nečiporuka     | S     | 10 febbraio 1998 | Arctic                |
| 12 | Anna Rīta            | C     | 15 ottobre 2004  | Rīgas Volejbola skola |
| 16 | Anija Jurdža         | S     | 6 dicembre 1999  | Nyíregyháza           |
| 17 | Junora Vagele        | C     | 22 gennaio 2004  | Rīgas Volejbola skola |
| 18 | Elza Reknere         | P     | 6 aprile 2002    | Rīgas Volejbola skola |
| 19 | Kristīne Leskinoviča | S     | 29 giugno 2005   | RSU                   |
| 20 | Anna Kovala          | S     | 9 agosto 2000    | RSU                   |
| 21 | Vlada Pridatko       | O     | 19 agosto 2003   | Hartberg              |
| 22 | Sindija Bože         | S     | 4 novembre 1998  | Rīgas Volejbola skola |

## Macedonia del Nord
| N° | Nome                   | Ruolo | Data di nascita   | Squadra    |
| -- | ---------------------- | ----- | ----------------- | ---------- |
| -  | Stefan Paunović        | All   | 4 aprile 1991     | -          |
| 1  | Emilija Popjordanovska | L     | 3 gennaio 1993    | Rabotnički |
| 3  | Simona Stojanovska     | C     | 17 maggio 2001    | -          |
| 5  | Antonija Batalakovska  | O     | 7 settembre 1999  | Rabotnički |
| 7  | Tamara Stojanova       | S     | 9 giugno 1997     | Rabotnički |
| 9  | Marija Lazarova        | C     | 20 settembre 1994 | Rabotnički |
| 10 | Erjona Jonuzi          | P     | 23 febbraio 2001  | Rabotnički |
| 12 | Sofija Richlieva       | P     | 27 gennaio 2000   | Brda       |
| 13 | Ana Pavloska           | C     | 26 luglio 1996    | Rabotnički |
| 14 | Mila Dikova            | O     | 6 dicembre 2003   | Rabotnički |
| 15 | Ljilja Kovačević       | -     | -                 | -          |
| 16 | Martina Nikolova       | O     | 26 dicembre 2000  | Rabotnički |
| 17 | Tea Terzievska         | S     | 31 dicembre 1999  | Eötvös     |
| 18 | Dobrina Hadji Toseva   | S     | 18 marzo 2005     | -          |
| 19 | Nadica Anteska         | L     | 12 aprile 2004    | -          |
| 20 | Anastasija Ovnarska    | S     | 24 giugno 2005    | -          |

## Montenegro
| N° | Nome              | Ruolo | Data di nascita  | Squadra                |
| -- | ----------------- | ----- | ---------------- | ---------------------- |
| -  | Milorad Krunić    | All   | 9 marzo 1981     | Herceg Novi            |
| 1  | Saška Đurović     | C     | 4 settembre 2001 | Saint-Raphaël          |
| 2  | Tijana Tvrdišić   | P     | 13 giugno 2002   | Herceg Novi            |
| 4  | Melisa Cenović    | L     | 24 agosto 1998   | Herceg Novi            |
| 5  | Marija Šušić      | P     | 22 marzo 2002    | TENT                   |
| 7  | Lara Jovović      | S     | 14 febbraio 2006 | Morača                 |
| 9  | Lana Labović      | L     | 3 febbraio 2003  | Herceg Novi            |
| 10 | Dijana Vuković    | O     | 22 marzo 1999    | Voluntari              |
| 11 | Danijela Džaković | S     | 4 maggio 1994    | Assitec                |
| 12 | Simona Petranović | S     | 11 novembre 1993 | Ub                     |
| 13 | Majda Čakar       | O     | 5 gennaio 2004   | Akademija              |
| 14 | Marija Tuševljak  | S     | 8 dicembre 2002  | Herceg Novi            |
| 15 | Nevena Vukčević   | O     | 11 marzo 2003    | Partizan               |
| 18 | Katarina Budrak   | C     | 5 febbraio 1998  | Bordeaux-Mérignac      |
| 19 | Viktoria Djukić   | P     | 8 dicembre 2005  | Akademija              |
| 21 | Teodora Rakočević | C     | 9 ottobre 1999   | Banjaluka              |
| 22 | Mina Dragović     | C     | 15 febbraio 2000 | Jedinstvo Stara Pazova |

## Portogallo
| N° | Nome              | Ruolo | Data di nascita   | Squadra          |
| -- | ----------------- | ----- | ----------------- | ---------------- |
| -  | Hugo Silva        | All   | 19 settembre 1973 | -                |
| 1  | Amanda Cavalcanti | C     | 20 gennaio 2002   | Sporting Lisbona |
| 2  | Inês Pereira      | S     | 1º luglio 1998    | Porto 2014       |
| 3  | Marisa Pardal     | O     | 23 aprile 2003    | Benfica          |
| 4  | Matilde Rodrigues | L     | 11 febbraio 2000  | Benfica          |
| 6  | Sara Fernandes    | C     | 17 agosto 1998    | Dumiense         |
| 7  | Eliana Durão      | P     | 1º gennaio 1997   | Porto            |
| 8  | Ana Vale          | S     | 14 gennaio 2001   | Vilacondense     |
| 10 | Katia de Oliveira | C     | 20 agosto 1986    | Kairós           |
| 11 | Joana Resende     | L     | 23 febbraio 1991  | José Moreira     |
| 12 | Ana do Carmo      | P     | 7 settembre 1997  | Sporting Lisbona |
| 13 | Margarida Maia    | S     | 16 maggio 1995    | Castêlo da Maia  |
| 14 | Maria Lopes       | O     | 3 aprile 2002     | Leixões          |
| 15 | Júlia Kavalenka   | O     | 2 marzo 1999      | Vicenza          |
| 17 | Marlene Pereira   | C     | 26 gennaio 2002   | Vilacondense     |